# بطمون
البطمون (الاسم العلمي:Potamon) هو جنس من القشريات يتبع فصيلة البطمونات من رتبة عشريات الأرجل. وهو جنس من سلطعونات المياه العذبة أو شبه الأرضية الموجودة أساسًا من أوروبا الجنوبية عبر الشرق الأوسط ومن الشرق إلى أقصى الشمال الغربي للهند. الاستثناء الوحيد هو النوع الشمال أفريقي البطمون الجزائري والذي هو أيضا النوع الوحيد من البطمونات الذي يتواجد في أفريقيا القارية. هذه السرطانات حيوانات آكلة اللحوم التي لديها تسامح بيئي واسع. يصل حجم البطمون البالغ إلى 50 مم خلال فترة العمر من 10 إلى 12 عامًا.

## أنواع البطمون
هناك 20 نوعًا معترف بها حاليًا:.
- بطمون إيبيري
- بطمون ثنائي الفلقات
- بطمون جزائري
- بطمون شرق قزوين
- بطمون فارسي
- بطمون كبير
- بطمون ما بين النهرين
- بطمون نهري

يتم الآن وضع العديد من الأصناف الأخرى من الهند الصينية والتي تم وصفها أصلاً على أنها أنواع من البطمون في أجناس أخرى مثل بطمون الهيمالايا وبطمون بيكو وبطمون إيوزا وبطمون تاك.